# The Appaloosa
The Appaloosa is een western uit 1966 van regisseur Sidney J. Furie. De hoofdrollen worden vertolkt door Marlon Brando en John Saxon.
De film heeft niets te maken met de western Appaloosa (2008) van regisseur/acteur Ed Harris.

## Verhaal
Matt Fletcher is een Mexicaanse Amerikaan die op bizons jaagt. Maar hij wordt tijdens zijn werk steeds geterroriseerd door de bandiet Chuy Medina. Wanneer zijn paard, een Appaloosa, gestolen wordt, gaat hij persoonlijk op zoek naar Chuy Medina. Het komt tot een ultieme confrontatie waarin Fletcher het helemaal alleen opneemt tegen Chuy Medina en diens volledige bende.

## Rolverdeling
| Acteur           | Personage  |
| ---------------- | ---------- |
| Marlon Brando    | Matt       |
| Anjanette Comer  | Trini      |
| John Saxon       | Chuy       |
| Emilio Fernández | Lazaro     |
| Alex Montoya     | Squint Eye |
| Míriam Colón     | Ana        |
| Rafael Campos    | Paco       |
| Frank Silvera    | Ramos      |
| Larry D. Mann    | Priester   |

## Trivia
- Volgens John Saxon, die in de film Chuy Medina speelt, handelde Marlon Brando erg speciaal op de set. Wanneer regisseur Sidney J. Furie een close-up wou van Brando's gezicht, zat Brando een boek te lezen. Zodra Furie "actie" riep, liet Brando het boek zakken voor een close-up. Wanneer de opname er opzat, begon Brando weer verder te lezen.